# سنتروصورات
السنتروصورات (الاسم العلمي: Centrosaurinae)، (باليونانية: السحالي المدببة)، وهي فُصَيْلَة منقرضة من الديناصورات القرناء التي عاشت في أمريكا الشمالية خلال العصر الطباشيري المتأخر، وهي مجموعة كبيرة من طيريات الورك التي تمشي على الأقدام الأربعة. أطلق عليها اسم السنتروصورات عالم الحفريات لورانس لامبي [الإنجليزية] في عام 1915، مع النوع النمطي السنتروصور.
تنقسم السنتروصورات إلى ثلاث قبائل:
- الناسوتوسيراتوپسينات (Nasutoceratopsini)
- السنتروصورينات (Centrosaurini)
- الباكيرينوصورينات (Pachyrhinosaurini)